# ラヴ・ノー・リミット
「ラヴ・ノー・リミット」（Love No Limit）はメアリー・J. ブライジのシングル。デビュー・アルバム『ホワッツ・ザ・411?』(What's the 411?)からの5枚目のシングルとして1993年5月に発売され、6月5日付のビルボード・R&Bチャートで5位を記録した。
作詞はケニー・グリーン、作曲はデイヴ"ジャム" ホールにより、アルバムの曲の中で最後に制作された。サラ・ヴォーンやエラ・フィッツジェラルドのような古典派のジャズが好きだったデイヴ"ジャム" ホールは、他の収録曲とは異なるジャズ調のサウンドに仕上げ、同じくジャズを好むメアリーのアルト・ボイスがさらに低めに響くナンバーとなっている。ダディ・Oがプロデュース参加した後述のリミックス・バージョンは打って変わってファンクなリズムのアレンジとなっていて、2種類の聴き比べの楽しさが味わえる楽曲である。

## リミックス・バージョン
1993年12月にリリースの『ホワッツ・ザ・411? リミックス』(What's the 411? Remix)に収録された再プロデュースともいえるリミックス・バージョンは、パフ・ダディことショーン・パフィ・コムズとダディ・Oのプロデュースにより、フィーチャリング・イントロMCにキッド・カプリを迎え、ニューヨーク市のザ・ヒット・ファクトリースタジオでレコーディングされた。
サンプリングは、ケニー・バークの1982年のヒット曲「ライジン・トゥ・ザ・トップ」(Risin' to the Top) を基調としており、ファンクな好ナンバーに仕上がっている。ライヴではこのリミックス・バージョンがよく歌われ、『ホワッツ・ザ・411? リミックス』の中でも最も高い評判を呼んだ人気の曲である。

## ミュージック・ビデオ
「ラヴ・ノー・リミット」のミュージック・ビデオは、ミリセント・シェルトン監督によるモノクロ映像で、映画俳優デビュー前のアドウェール・アキノエ＝アグバエが出演している。

## チャート記録

### 週間
| チャート(1993)                                                                        | 最高位 |
| ------------------------------------------------------------------------------------- | ------ |
| アメリカ「ホット100・シングルチャート」(Billboard Hot 100)                            | 44     |
| アメリカ「ホットR&B/ヒップホップ・シングルチャート」(Billboard Hot R&B/Hip-Hop Songs) | 5      |

### 年間
| チャート(1993)                                                                                | 位 |
| --------------------------------------------------------------------------------------------- | -- |
| アメリカ「年間ビルボードR&B/ヒップホップ・シングルチャート」(Billboard Hot R&B/Hip-Hop Songs) | 24 |

## 他の楽曲へのサンプリング
- 原曲
  - マッド・ライオン（英語版）の「ショット・トゥ・キル」(Shoot To Kill) - 1994年
  - フージーズの「フー・ジー・ラ」(Fu-Gee-La)のNorth Side Mix・バージョン  - 1995年
- リミックス・バージョン
  - ミッシー・エリオットの「ゲッタウェイ feat. ニコール・レイ（英語版） and スペース・ナイン」(Gettaway feat. Nicole Wray and Space Nine) - 1997年